# خانه شوم (فیلم)
خانه شوم یا خانه وارونه (به انگلیسی: Crooked House) فیلمی محصول سال ۲۰۱۷ و به کارگردانی جیلز پاکت برنر است. در این فیلم بازیگرانی همچون گلن کلوز، ترنس استامپ، مکس آیرونز، استفانی مارتینی، جولیان سندز، جیلین اندرسون، کریستینا هندریکس، آنر نیفسی، کریستیان مک‌کی، آماندا ابینگتون، جان هفرنان، جنی گلووی، جیکوب فورچون-لوید و راجر اشتون-گریفیتس ایفای نقش کرده‌اند.این فیلم بر اساس خانه وارونه، نوشته آگاتا کریستی ساخته شده‌است.